# NGC 2136
NGC 2136 ist ein offener Sternhaufen im Sternbild Dorado in der Großen Magellanschen Wolke.
Das Objekt wurde am 24. September 1826 von James Dunlop entdeckt.